# Ochyraea norvegica
Ochyraea norvegica là một loài Rêu trong họ Amblystegiaceae. Loài này được (Schimp.) Ignatov & Ignatova mô tả khoa học đầu tiên năm 2004.